# Kommunal revision
Den kommunala revisionen är ett lokalt demokratiskt kontrollinstrument i Sverige med uppdrag att granska och bedöma ansvarstagandet i den verksamhet som bedrivs i kommuner och regioner.
Den kommunala revisionen är oberoende och granskar på kommunfullmäktiges uppdrag och därigenom indirekt också för medborgarna. Med sin granskning bidrar revisionen till att värna och utveckla demokrati, rättssäkerhet och effektivitet.
Revisionen i kommuner och regioner ska ske enligt god revisionssed. Med god revisionssed menas goda principer och sådana tillvägagångssätt i revisionen som tillämpas i en kvalitativt representativ krets. Tillsammans med lagstiftningen utgör god revisionssed den viktigaste plattformen när revision genomförs. De två främsta normeringsorganen för den kommunala revisionen i Sverige är Sveriges Kommuner och Regioner och Sveriges kommunala yrkesrevisorer (SKYREV)  . Sveriges Kommuner och Regioner ger bl. a. ut skriften God revisionssed i kommunal verksamhet som innehåller aktuell praxis på området (uppdateras en gång per mandatperiod).
I det privata näringslivet är ofta vinsten målet med verksamheten medan det inom den kommunala världen oftast är verksamheten som är målet. Detta gör att revisionen ofta har en annan karaktär inom den kommunala sektorn. Den kommunala revisionen innehåller oftast ett betydande inslag av så kallad verksamhetsrevision (tidigare benämnd förvaltningsrevision). Med det menas utvärdering av verksamhetens effektivitet, hur verksamheten styrs och om den följs upp på ett tillfredsställande sätt.
Den kommunala revisionen utvärderar också om verksamheten redovisas på ett rättvisande sätt och om det finns en tillfredsställande kontroll och säkerhet i medelsförvaltningen (så kallad redovisningsrevision).
Enligt kommunallagen ska de förtroendevalda revisorerna biträdas av sakkunniga. En del av dessa har valt att själva anställa sakkunniga yrkesrevisorer, medan andra upphandlar hela eller delar av biträdet.